# Motets d'Anton Bruckner
Anton Bruckner a composé quelque 40 motets au cours de sa vie, le premier un Pange lingua vers 1835, le dernier un Vexilla regis en 1892.

## Œuvres de jeunesse
Avant 1841 une seule composition, un motet, est sans aucun doute de la plume de Bruckner.
- Pange lingua en ut majeur, WAB 31
  - Première version : un Pange lingua de 28 mesures pour chœur mixte  a cappella, composé vers 1835/1836 lorsque, à l'âge de onze ans, Bruckner étudiait auprès de Johann Baptist Weiß à Hörsching.
  - Deuxième version : vers la fin de sa vie (19 avril 1891), Bruckner a "restauré" cette bien-aimée première composition.

Les quelques autres œuvres de cette période, qui sont reprises dans le catalogue de Grasberger, ne sont de manière évidente pas de la plume de Bruckner ou sont d'authenticité douteuse. Domine ad adjuvandum me festina ("O Seigneur, hâte-toi de m'aider", WAB 136) est une composition de Jean-Baptiste Weiß. Les cinq préludes en mi bémol majeur, pour orgue, WAB 127 et 128, et quelques autres œuvres pour orgue trouvées dans l'Orgelbuch de Bruckner sont vraisemblablement des transcriptions d'œuvres de Johann Baptist Weiß ou d'autres compositeurs.

## Windhaag et Kronstorf
Lors de son séjour comme instituteur adjoint à Windhaag (3 octobre 1841 - 23 janvier 1843) et Kronstorf (23 janvier 1843 - 23 septembre 1845), Bruckner a composé ses trois premières messes : les messes brèves Windhaager Messe, Kronstorfer Messe et Messe für den Gründonnerstag. Lors de son séjour à Kronstorf il a composé également sa première composition pour une fête du nom, la cantate Vergißmeinnicht, ainsi que quelques motets :
- Libera me, WAB 21 : un premier Libera me en fa majeur pour chœur mixte et orgue, que Bruckner a composé vers 1843.
- Litanei, WAB 132 : cette litanie, une partition perdue pour chœur mixte et cuivres, a été probablement composée vers 1844.
- Salve Maria, WAB 134 : cet hymne marial, peut-être un Salve Regina, une autre partition perdue, a été probablement aussi composé vers 1844[1].
- Asperges me, WAB 4 : ce premier Asperges me de 32 mesures en fa majeur pour chœur mixte a cappella a été composé vers 1843-1844.
- Deux Asperges me, WAB 3 : ces deux Asperges me pour chœur mixte et orgue ont été composés vers 1844-1845.
  - Asperges me, WAB 3.1 : cette œuvre en mode éolien a été composée pour l'Asperges me du dimanche de la Septuagésime au 4e dimanche de Carême
  - Asperges me, WAB 3.2 : cette œuvre en fa majeur a été composée pour l'Asperges me du dimanche de la Passion
- Tantum ergo, WAB 32 : ce premier Tantum ergo de 36 meures en ré majeur pour chœur mixte a cappella a été composé au cours de l'automne 1845.
- Tantum ergo, WAB 43 : ce deuxième Tantum ergo de 36 mesures en la majeur pour chœur mixte et orgue a été composé au cours de l'automne de 1845 (ou peut-être en 1846, déjà à Sankt Florian ?)
- Dir, Herr, dir will ich mich ergeben ("À Toi, Seigneur, à Toi je vais me rendre"), WAB 12 : la date de composition de ce choral en la majeur pour chœur mixte a cappella est également incertaine : 1844-1845 (Kronstorf) ou 1845-1846 (Sankt Florian).

## Sankt Florian
Du 23 septembre 1845 au 24 décembre 1855, lors de son séjour en tant qu'organiste à l'Abbaye de Saint-Florian, Bruckner a composé le Magnificat, le Requiem, la Missa solemnis, les Psaumes 22 et 114, et quatre cantates pour la fête du nom : Entsagen et les cantates pour Michel Arneth, Friedrich Mayer et Jodok Schülz (Festgesang), ainsi que divers motets :
- O Du liebes Jesu-Kind ("O, Toi cher Enfant Jésus", WAB 145): ce motet de 16 mesures en fa majeur pour soliste et orgue, est d'authenticité douteuse. S'il s'avère être effectivement de Bruckner, il a été probablement composé en 1845/1846.
- Herz Jesu-Lied ("Hymne au Sacré Cœur"), WAB 144 : ce motet de 24 mesures en si bémol majeur, pour chœur mixte et orgue, est également d'authenticité douteuse. S'il s'avère être effectivement de Bruckner, il a été probablement composé en 1845/1846.
- Quatre Tantum ergo, WAB 41 
  - Première version : ces quatre Tantum ergo de 24 mesures (n° 1 : 25 mesures), plus un Amen de 2 ou 3 mesures : si bémol majeur, la bémol majeur, mi bémol majeur et do majeur, pour chœur mixte et orgue ad libitum, ont été composés en 1846.
  - Deuxième version : en 1888, Bruckner effectua une petite révision des quatre Tantum ergo pour chœur mixte a cappella.
- Tantum ergo en ré majeur, WAB 42
  - Première version : ce "cinquième" Tantum ergo de 36 mesures en ré majeur, pour chœur mixte à 5 voix  (SSATB) et orgue a été composé le 9 juin 1846.
  - Deuxième version : en 1888, Bruckner en effectua aussi une révision. La composition est raccourcie (suppression de 8 mesures) et un Amen de 3 mesures est ajouté.
- In jener letzten der Nächte ("En cette dernière nuit"), WAB 17 : un choral pour le Jeudi saint de 22 mesures en fa mineur, composé vers 1848. Deux variantes : 
  - Première variante : pour soliste et orgue,
  - Deuxième variante : pour chœur mixte a cappella.
- Deux Totenlieder : ces deux élégies pour chœur mixte a cappella ont été composées en 1852 pour les funérailles de Josef Seiberl
  - Totenlied, WAB 47 : 10 mesures, mi bémol majeur
  - Totenlied, WAB 48 : 19 mesures, fa majeur
- Libera me, WAB 22 : ce Libera me de 94 mesures en fa mineur pour chœur mixte à 5 voix (SSATB), orgue, 3 trombones et basse chiffrée (orgue, violoncelle et contrebasse) a été composé le 28 mars 1854 comme absoute pour les obsèques du prélat Michael Arneth
- Tantum ergo en si bémol majeur, WAB 44 : ce dernier Tantum ergo de 29 mesures en si bémol majeur pour chœur mixte, 2 trompettes, 2 violons et orgue a été composé vers 1854.

### Œuvres similaires
- Bruckner a en outre composé deux Aequali, WAB 114 & 149, en ut mineur pour 3 trombones, en janvier 1847, pour les funérailles de sa tante Rosalie Mayrhofer.
- Pour les funérailles de Michael Arneth Bruckner a composé également Vor Arneths Grab ("Devant la tombe d'Arneth"), WAB 53, une élégie de 28 mesures en fa mineur pour chœur d'hommes (TTBB) et 3 trombones.

## Linz
Du 24 décembre 1855 au 1er octobre 1868 Bruckner a séjourné à Linz. Au cours de sa période d'étude auprès de Sechter (de la mi 1855 au 26 mars 1861) Bruckner a finalisé le Psaume 146, dont il avait initié la composition durant son séjour à Sankt Florian, et n'a composé que quelques petites œuvres, dont un seul motet :
- Ave Maria, WAB 5 : le premier des trois Ave Maria en fa majeur, pour chœur mixte, solistes soprano et alto, orgue et violoncelle, composé le 24 juillet 1856, comme présent pour Ignaz Traumihler, le chef des chœurs de Sankt Florian.

Après la fin de la période d'étude auprès de Sechter, Bruckner a composé les deux motets :
- Ave Maria, WAB 6 : 51 mesures, le deuxième des trois Ave Maria en fa majeur pour chœur mixte à 7 voix a cappella, composé en mai 1861 pour célébrer la fin de la période d'étude auprès de Sechter.
- Afferentur regi, WAB 1 : un offertoire de 38 mesures en fa majeur, pour chœur mixte et 3 trombones ad libitum composé le 7 novembre 1861.

Bruckner a ensuite, jusqu'au 10 juillet 1863, approfondi ses connaissances auprès d'Otto Kitzler. Au cours de cette période, il a composé le Quatuor à cordes en ut mineur, ses premières compositions pour orchestre (les Quatre pièces pour orchestre, l'Ouverture en sol mineur et la Symphonie d'études en fa mineur) et quelques autres compositions : la Cantate festive Preiset den Herrn, le Psaume 112 et Germanenzug. Après la fin de la période d'étude auprès de Kitzler, Bruckner a composé successivement les Messes n° 1, 2 et 3 et sa première symphonie.
Après la fin de la période d'étude auprès de Kitzler, Bruckner a également composé quelques motets :
- Pange lingua, WAB 33 : un Pange lingua et Tantum ergo de 38 mesures en mode phrygien pour chœur mixte composé le 31 janvier 1868.
- Inveni David ("J'ai trouvé David"), WAB 19 : un offertoire de 46 mesures en fa mineur pour chœur d'hommes et 4 trombones composé le 21 avril 1868
- Iam lucis orto sidere ("Dès le lever du jour"), WAB 18
  - Première version : un motet de 24 mesures en mi mineur (mode phrygien), composé vers la mi 1868. Deux variantes : 
    - Première variante : pour chœur mixte a cappella,
    - Deuxième variante : pour chœur mixte et orgue.

  - Deuxième version: légèrement révisée (23 mesures) en sol mineur pour chœur d'hommes, 1886.

### Œuvre similaire
Am Grabe, WAB 2, une version révisée a cappella de Vor Arneths Grab, a été composée vers la fin de la période d'étude après de Sechter pour être exécutée aux funérailles de Joséphine Hafferl.

## Vienne
Entre les 1er octobre 1868 et 11 octobre 1896, au cours de la "période viennoise" Bruckner a consacré la plupart de son temps à ses symphonies, avec, entre les Symphonies n° 5 et 6, le Quintette à cordes en fa majeur, entre les Symphonies n° 6 et 7, le Te Deum, et, entre les Symphonies n° 8 et 9, le Psaume 150 et la cantate profane Helgoland. Entre-temps Bruckner a également composé les motest suivants :
- Locus iste, WAB 23 : un graduel de 48 mesures en do majeur, pour chœur mixte a cappella composé le 11 août 1869 pour la dédicace de la chapelle votive de la Nouvelle Cathédrale de Linz.
- Christus factus est ("Christ est devenu obéissant"), WAB 10 : le deuxième de trois graduels Christus factus est, de 61 mesures en ré mineur, pour chœur mixte à 8 voix, 3 trombones et instruments à cordes ad libitum, composé en 1873. Remarque: La premier Christus factus est est le graduel de la Messe für den Gründonnerstag.
- Tota pulchra es, WAB 46 : une antienne de 80 mesures en mode phrygien pour soliste ténor, chœur mixte et orgue, composé le 30 mars 1878.
- Os justi ("La bouche du juste"), WAB 30 : un motet de 71 mesures en mode lydien suivi par un Alleluja en unisson  pour chœur mixte a cappella composé le 18 juillet 1879. À la demande d'Ignaz Traumihler, Bruckner y ajouta le 28 juillet 1879, un verset Inveni David en unisson avec orgue (WAB 20).
- Ave Maria, WAB 7 : le troisième des trois Ave Maria de 81 mesures en fa majeur, pour soliste alto (ou baryton) et clavier (orgue, harmonium ou piano), composé le 5 février 1882 pour l'alto Luisa Hochleitner.
- Christus factus est, WAB 11 : le troisième de trois graduels Christus factus est de 79 mesures en ré mineur pour chœur mixte, composé le 25 mai 1884.
- Salvum fac populum tuum ("O Seigneur, sauve ton peuple"), WAB 40 : un motet de 57 mesures en fa majeur pour chœur mixte a cappella, basé sur quelques versets du Te Deum, composé le 14 novembre 1884.
- Veni Creator Spiritus, WAB 50 : harmonisation du Veni Creator Spiritus grégorien pour voix à l'unisson avec orgue, composée vers 1884.
- Ecce sacerdos magnus, WAB 13 : un répons de 106 mesures en la mineur, pour chœur mixte, 3 trombones et orgue, composé le 28 avril 1885, pour le 100e anniversaire de la fondation du diocèse de Linz
- Virga Jesse, WAB 52 : un motet de 91 mesures en mi mineur pour chœur mixte a cappella composé le 3 septembre 1885.
- Ave Regina caelorum, WAB 8 : harmonisation de l'Ave Regina grégorien pour voix à l'unisson avec orgue, composée vers 1886.
- Vexilla regis, WAB 51 : un motet de 36 mesures en mode phrygien pour chœur mixte a cappella composé pour le Vendredi saint, le 9 février 1892.

### Œuvres similaires
- La musique de Franz Joseph Aumann constituait une grande partie du répertoire de Saint-Florian au XIXe siècle. Bruckner, qui aimait les harmonies décorées de Aumann, ajouta en 1879 un accompagnement de trois trombones à ses Ecce quomodo moritur justus et Tenebrae factae sunt[2].

## Discographie
Quelques motets, comme le Locus iste et trois autres graduels, ainsi que l'Ave Maria WAB 6, sont très populaires et sont souvent gravés sur LP / CD avec des œuvres religieuses de divers compositeurs, ou en supplément d'une grande œuvre religieuse comme la Messe n° 2. Frieder Bernius, Matthew Best, Uwe Gronostay, Simon Halsey, Philippe Herreweghe et Stephen Layton ont enregistré 5 à 10 motets les plus populaires parfois avec les deux Aequali.
D'autres chefs ont consacré leurs LP / CD plus spécifiquement aux motets de Bruckner, parfois avec les deux Aequali, les premières messes ou d'autres œuvres "oubliées", comme la Missa solemnis, le Magnificat, les Psaumes 22, 114 et 112 : Eugen Jochum (1966), Hubert Günther (vers 1976), Hans Zanotelli (1979), Johannes Fuchs (1984), Martin Flämig (1985), Robert Jones (1994), Rupert Gottfried Frieberger (1995 et 2007), Jonathan Brown (1997), Petr Fiala (2006), Erwin Ortner (2008), Thomas Kerbl (2009 et 2011), Duncan Ferguson (2010) et Philipp von Steinäcker (2014).
Il n'y a pas encore d'intégrale des motets d'Anton Bruckner. Une compilation dans l'ordre chronologique du volume XXI de la Bruckner Gesamtausgabe a été mise sur CD par Hans Roelofs: CD DutchDragon RH 815-817.